# 룩셈부르크 대공세자비 스테파니
룩셈부르크 대공세자비 스테파니(Princess Stéphanie, Hereditary Grand Duchess of Luxembourg, 1984년 2월 18일 ~ )는 룩셈부르크 왕위 계승자인 룩셈부르크 대공세자 기욤의 부인이다. 벨기에 오스트플란데런주 론서 출신으로 루뱅 가톨릭 대학교에서 독일어 문헌학을 전공했다. 그 뒤 독일 베를린 훔볼트 대학교에서 석사 학위를 취득했다.
2012년 4월 26일에 룩셈부르크 대공세자 기욤과 약혼하여 민사 예식을 가졌다. 2012년 10월 19일에 룩셈부르크시티에 위치한 노트르담 대성당에서 결혼식을 거행하고 다음 날 종교 예식을 올렸다. 그 부부는 샤를(2020년 출생)과 프랑수아(2023년 출생)라는 두 아들이 있다.